# Златоустовский, Владимир Борисович
Влади́мир Бори́сович Златоу́стовский (24 мая 1939, Москва — 8 июля 2019, там же) — советский и российский киноактёр и кинорежиссёр.

## Биография
Владимир Златоустовский родился 24 мая 1939 года в Москве.
В 1960 году окончил Театральное училище им. Б. Щукина (класс В. К. Львовой) и до 1966 года работал в Центральном детском театре в Москве (ныне Российский академический молодёжный театр) у Анатолия Эфроса.
В 1968 году закончил режиссёрские курсы при Центральном телевидении Гостелерадио СССР и в 1969 году перешёл на телевидение в новое тогда ТО «Экран» (художественный руководитель Элем Климов). В качестве второго режиссёра работал над музыкальным фильмом «В тринадцатом часу ночи» (режиссёр Лариса Шепитько).
С 1970 года — на Киностудии им. М. Горького.
В 1970—1980 годах был режиссёром многих сюжетов киножурнала «Ералаш». В 1980—1990 годах снимал сюжеты для киножурнала «Фитиль».
Автор и исполнитель песен в нескольких фильмах, особенно известен исполнением песни «Вечный огонь» («От героев былых времён…») в кинокартине «Офицеры».
В 2000—2010-х годах являлся режиссёром нескольких сезонов российского сериала «Возвращение Мухтара» и исполнял звучащую в финальных титрах каждой серии песню «Дай лапу, верный пёс!».
Скончался на 81-м году жизни 8 июля 2019 года в Москве. Похоронен на Хованском кладбище в Москве.

## Фильмография

### Актёр
- 1960 — Прыжок на заре — Булавин
- 1964 — Товарищ Арсений — Борис Бобров
- 1971 — Офицеры — майор Гаврилов, адъютант генерала Вараввы

### Режиссёр
- 1976 — Колыбельная для мужчин
- 1977 — Поединок в тайге
- 1983 — Набат
- 1985 — Пожар — не стихия
- 1986 — Опасный приз
- 1993 — Альфонс
- 2004 — Москва смеётся
- 2004 — Полёт аиста над капустным полем
- 2005 — 2015 — Возвращение Мухтара
- 2008 — Москва улыбается

### Второй режиссёр
- 1969 — В тринадцатом часу ночи
- 1971 — Офицеры[5]
- 1975 — Пропавшая экспедиция
- 1979 — Пираты XX века

### Сценарист
- 1983 — Набат

### Вокал
- 1971 — Офицеры — исполнение песни «От героев былых времён»
- 2006—2007 — Возвращение Мухтара (со 2-го сезона) — исполнитель песни «Дай лапу, верный пёс!» (слова Евгения Муравьёва, музыка Александра Косенкова)
- 2008 — Москва улыбается — автор текста песен и исполнитель